# 兴隆街镇
兴隆街镇，是中华人民共和国四川省内江市资中县曾经下辖的一个镇。2019年12月，撤销兴隆街镇，将其所属行政区域划归新桥镇管辖。

## 行政区划
兴隆街镇撤销前下辖以下地区：
兴隆街社区、兴松村、玄天观村、三元村、金星村、三皇庙村、双桥村、红庙子村、华光村、高峰村、芦茅湾村、篮家坝村、五马村和解放村。